# المقنزع (عبس)

تعديل مصدري - تعديل

المقنزع هي إحدى قرى عزلة الوسط بمديرية عبس التابعة لمحافظة حجة، بلغ تعداد سكانها 0 نسمة حسب تعداد اليمن لعام 2004.